# Sylvain Runberg
Sylvain Runberg est un scénariste de bande dessinée français, né en 1971 à Tournai.

## Biographie
Né d'une mère belge et d'un père français, Sylvain Runberg grandit dans le Sud de la France. Il est titulaire d'un bac d'Arts plastiques, obtenu dans le Vaucluse. Il passe une maîtrise d'histoire contemporaine à l'université d'Aix en Provence. Il travaille en librairie spécialisée pendant deux ans. Les Humanoïdes Associés lui proposant un contrat, il s'installe à Paris.
En 2001, il est immobilisé durant plusieurs mois par les suites d'un accident. C'est pendant sa convalescence qu'il s'essaie à l'écriture. Il découvre alors une vraie passion.
En 2004 paraît son premier album Astrid en collaboration avec Karim Friha chez Soleil Productions.
En mars 2013 est publié la première partie de la série Millenium, adaptée du roman du même titre dont il signe le scénario. Édité par Dupuis, l'album est dessiné par José Homs.
En 2017, il collabore avec Olivier Boiscommun pour Le Règne aux éditions du Lombard, une série post-apocalyptique qui « met en scène des animaux anthropomorphiques après la disparition de l'espèce humaine » ; le premier volume reçoit un accueil public favorable. Les chroniques sur BD Gest, malgré quelques réserves, sont globalement positives,.
En février 2019, la société du production suédoise Nordic Entertainment Group annonce leur prochaine série de thriller surnaturel Cryptid basée sur un pitch original de Sylvain Runberg pour la chaîne Viaplay en 2020,. La série comporte dix épisodes, diffusés en Scandinavie, Finlande, Allemagne et France.
En 2024, il se lance dans l'adaptation de Capitaine Flam avec Alexis Tallone au dessin. L'album, qui raconte une histoire inédite de Capitaine Flam basée sur les épisodes originaux de la série animée, paraît en septembre 2024 sous le titre Capitain Flam : L'Empereur éternel,.

## Œuvres

### One shots
- Cases blanches, Bamboo Édition, « Grand Angle », 2015
Scénario : Sylvain Runberg - Dessin : Olivier Martin - Couleurs : Olivier Martin -  (ISBN 978-2-8189-3165-3)
- Les Chemins de Vadstena, Soleil Productions, « Hanté », 2009
Scénario : Sylvain Runberg - Dessin : Thibaud De Rochebrune - Couleurs : Thibaud De Rochebrune -  (ISBN 978-2-302-00589-1)
- Motorcity, Dargaud, « Ligne Noire », 2017
Scénario : Sylvain Runberg - Dessin : Philippe Berthet -  (ISBN 978-2-505-06482-4)
- Sonar, Glénat, « Flesh and Bones », 2016
Scénario : Sylvain Runberg - Dessin : Chee Yang Ong -  (ISBN 978-2-344-00545-3)
- Zaroff, Le Lombard, « Signé », 2019
Scénario : Sylvain Runberg - Dessin et couleurs : François Miville-Deschênes -  (ISBN 978-2-8036-7228-8)[13]
- Le Peuple du cercle noir, Glénat, « Conan le Cimmérien », 2019
Scénario : Sylvain Runberg - Dessin : Jae Kwang Park -  (ISBN 978-2-344-02337-2)

## Distinction
- Prix international du manga 2011 : Prix d'excellence, partagé avec Olivier Martin pour Face cachée[14].